# Anastasios I.
Anastasios I. (Anastasius I.) (kolem 430 Dyrrhachium – 9./10. července 518 Konstantinopol) byl východořímským císařem v letech 491–518.
Ačkoliv Anastasios neměl na císařském dvoře nijak zvlášť důležité postavení, byl 11. dubna 491 v Konstantinopoli provolán císařem. Přitom prý měl lid volat na Ariadnu, vdovu po císaři Zenonovi: „Dej říši ortodoxního císaře! Dej říši římského císaře!“ Ariadna pozdvihla na trůn Anastasia a krátce na to si ho vzala, čímž byla formálně zajištěna kontinuita dynastie. Anastasios byl očividně vzdělaný muž, který ovládal dva nejdůležitější jazyky říše, latinu i řečtinu.

## Zahraniční politika
Během Anastasiovy vlády přetrvávaly konflikty s Ostrogóty, neboť císař si nadále dělal nárok na ztracená západní území. Anastasios sice jmenoval ostrogótského krále Theodoricha Velikého, který v roce 493 dosáhl vlády nad Itálií, konzulem pro západ (konzulové jmenovaní v Ravenně a v Konstantinopoli byli vzájemně uznáváni, což může být hodnoceno jako symbol trvání říšské jednoty), avšak to nebránilo Theodorichovi v tom, aby si od roku 504 činil nárok na římské území (konkrétně na město Sirmium, které náleželo východořímské říši od roku 437). V letech 505–510 došlo k vojenským střetům, přičemž Theodorich nepokrytě podporoval Anastasiova soupeře, uzurpátora Vitaliana. Ten byl původně velitelem vojska v Thrákii, avšak v roce 511 se vzbouřil proti císaři – což mělo souvislost také s Anastasiovou náboženskou politikou. V roce 510 byl mezi Theodorichem a císařem nakonec sjednán mír.
Obecně však lze říci, že západní germánská království v zásadě respektovala nadřazenost císaře, třebaže jejich králové vládli zcela suverénně. Tak se například Chlodvík I. z dynastie Merovejců snažil, aby císař uznal jeho postavení. V roce 508 mu byla propůjčena hodnost čestného konzula a rovněž mu byl z Konstantinopole poslán diadém.
Na Balkáně podnikali Bulhaři loupeživé výpravy do Thrákie, proto nechal Anastasios vybudovat západně od Konstantinopole opevnění, nazývané dlouhá zeď.
Anastasios musel vést válku také s perskými Sásánovci. Po dlouhém období míru (od roku 441) vzrostlo mezi oběma říšemi napětí, což vedlo v roce 502 ke konfliktu s králem Kavádem I. Po počátečních úspěších Peršanů se podařilo římské armádě stabilizovat situaci. V roce 503 vyslal Anastasios na východní hranici vojsko, které bylo na tehdejší poměry značně veliké (čítalo na 40 až 50 tisíc mužů). Někdy na přelomu let 506/507 mohla být uzavřena mírová smlouva na dobu sedmi let. Napětí ve vzájemných vztazích však nadále přetrvávalo (jak měly ukázat války za Justina I. a především za Justiniána I.), neboť Anastasios smlouvu porušil a nechal v Daře přímo u perských hranic postavit silnou pevnost, díky níž se cítili Peršané ohroženi a jejíž zboření opakovaně vyžadovali. Přesto zůstala římská východní hranice od roku 506 po zhruba dvacet následujících let klidná.

## Vnitřní a náboženská politika
Anastasios se i přes pokročilé stáří ukázal jako jeden z nejvíce energických císařů. Odstranil své eventuální soupeře (především zlomil moc Isaurů, kteří se za jeho předchůdců domohli nebezpečně velkého vlivu) a zkonsolidoval státní finance: byl zřízen úřad comes patrimonium (státní sekretář financí), byl zefektivněn výběr daní, také byla reformována měděná měna (zlatá měna zůstala stabilní). Hospodářství zažilo za Anastasia rozkvět díky odstranění tíživé obchodní daně (chrysargon). Anastasios měl prý svému nástupci Justinovi zanechat ohromné bohatství, čímž jeho vláda připravovala prostor pro poslední vzestup pozdně antické římské říše.
Nicméně během jeho vlády došlo také k některým těžkým vnitropolitickým krizím, které se však podařilo překonat. Anastasios patrně jevil určité sympatie k monofyzitismu, a i když nikdy otevřeně nevystoupil proti chalkedonskému vyznání, přesto došlo ke značnému napětí, když v roce 511 nechal sesadit konstantinopolského patriarchu Makedonia. Jeho nástupcem jmenoval Anastasios monofyzitského patriarchu z Antiochie. Na to vypuklo povstání výše zmíněného Vitaliana. V samotné Konstantinopoli byl ustaven vzdorocísař, který byl však rychle odstraněn.
Vitalian ohrožoval několikrát hlavní město, než byl v roce 515 konečně poražen, načež se utopil na útěku.
Náboženská politika císaře Anastasia, který byl ochotný ke kompromisu s monofyzity, vedla k prohloubení tzv. akakiánského schizmatu (484–519), které bylo ukončeno teprve za Justina I.

## Smrt a následnictví
Anastasios zemřel 10. července 518, údajně během strašlivé noční bouře. Vedl úspěšnou finanční politiku, v zahraniční politice ale musel strpět několik porážek (především na Balkáně). Přesto se zdá být velmi schopným císařem. Největší problém představovalo následnictví, neboť nezanechal žádného legitimního syna (císařská hodnost tehdy beztak nebyla ještě dědičná). Jeho tři synovci se nedokázali prosadit (jeden z nich byl prohlášen vzdorocísařem za vlády Justiniána I. o čtrnáct let později), takže povýšení do císařské hodnosti nakonec dosáhl velitel císařské gardy, Justin I. Zřejmě i za účasti svého synovce, pozdějšího císaře Justiniána I.